# Route nationale 120 (Italie)
Pour les articles homonymes, voir Route nationale 120 (homonymie).
La route nationale 120 (SS 120, Strada statale 120 ou Strada statale "dell'Etna et delle Madonie") est une route nationale d'Italie, située en Sicile, elle relie Cerda à Fiumefreddo di Sicilia sur une longueur de 215,267 km.

## Parcours

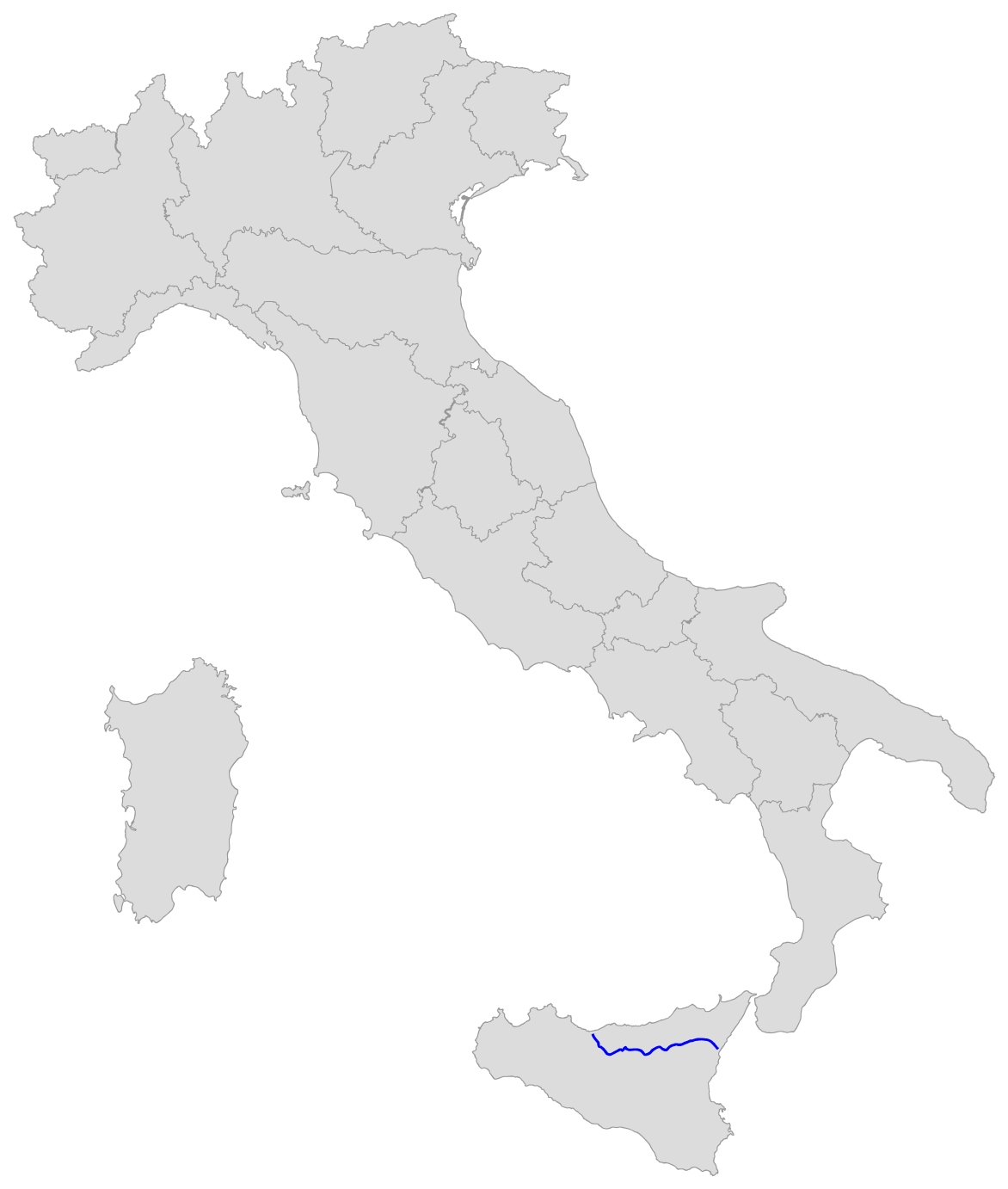
Parcours de la SS 120.